# Carlos Moreno
Carlos Alberto Bonetti Moreno (São Paulo, 26 de junho de 1954) é um ator brasileiro, nacionalmente famoso por ter sido de 1978 a 2004, de 2006 a 2011, de 2012 a 2013, em 2015 e em 2019 o garoto-propaganda da marca Bombril.

## Carreira
Fez parte do elenco do programa infantil Rá-Tim-Bum, produzido pela TV Cultura em 1989, interpretando o personagem Euclides, que tinha uma cobra de estimação, Sílvia. Fez também o quadro Rádio Cruzeiro no programa Viva o Gordo, com Jô Soares e Paulo Silvino, mas até hoje sua imagem é associada pelos consumidores à marca Bombril.
Antes de se tornar conhecido, tinha se formado em arquitetura pela Faculdade de Arquitetura e Urbanismo da Universidade de São Paulo (USP) e feito pós-graduação nos Estados Unidos. No entanto, nunca exerceu a profissão. Trabalhava como ator de teatro em São Paulo, no grupo teatral Pod Minoga e ganhava pouco, até ser revelado em 1978 por Andrés Bukowinski, que estava procurando um ator para os comerciais de Washington Olivetto e Francesc Petit para a fabricante de palhas de aço Bombril, e gostou da interpretação de Moreno. Passou a ganhar um salário muito maior (relatou ter ficado assustado com a proposta de pagamento da agência) e tornou-se famoso nacionalmente. Entrou para o Guinness como a campanha que ficou mais tempo no ar em toda a história da propaganda mundial.
Em 2004, ao fim do seu contrato com a Bombril, Carlos Moreno tinha 337 comerciais gravados com a empresa.
Após deixar a Bombril em 2004, trabalhou ainda como garoto-propaganda da Fininvest de 2005 a 2006. Devido à perda de mercado no segmento de palhas de aço para a concorrente Assolan, em 2006, Carlos Moreno voltou a aparecer nos comerciais da Bombril com um novo contrato por tempo indeterminado. Até abril de 2007, Carlos Moreno participou de mais 7 comerciais da marca, totalizando 344 inserções como "Garoto Bombril".
Em 2011, deixou o posto para a entrada da campanha "Mulheres Evoluídas". Um ano depois ele voltou a aparecer como "Garoto Bombril" numa campanha em que a marca patrocinava o Corinthians.
De 2013 até meados de 2014, o ator estava no ar com a campanha "BomPraTodos", do Banco do Brasil.
Em 25 de abril de 2013, começou a ser veiculado um novo comercial da Bombril, criado pela agência DPZ, em que Carlos Moreno retornava ao posto de Garoto Bombril e ocupava a bancada da marca com as humoristas Monica Iozzi e Dani Calabresa, integrantes da volta da campanha "Mulheres Evoluídas".
Em 2015, reapareceu na campanha "Mulheres Evoluídas", dessa vez ao lado da cantora Ivete Sangalo.
Também foi garoto-propaganda da Universidade Tiradentes (UNIT) de 2016 a 2017. Em 2017, aparece no comercial do papel higiênico Neve. Em 2018, Carlos Moreno apareceu como Garoto Bombril nos comerciais das Casas Bahia, da Black Friday. Carlos também foi contratado pela Serasa para explicar os benefícios do Serasa Limpa Nome, nova plataforma de renegociação online da empresa desde 2019. Em 2019, Carlos Moreno voltou a aparecer nas propagandas da Bombril para anunciar o aplicativo Stranger Antenna, em parceria com a Netflix. Atualmente Carlos Moreno apresenta nova campanha da LG onde traz o conceito "Chega de Não Sei o Quê" de televisores LG NannoCell AI TV.
Recentemente participou da websérie "Alô?! Alô?! Planeta Terra Chamando" de criação de Flavio de Souza e Fernando Vítolo falando sobre sua participação no programa Rá-Tim-Bum na TV Cultura em 1989.